# أمادو دياوارا
أمادو دياوارا (بالفرنسية: Amadou Diawara) (17 يوليو 1997 كوناكري غينيا - ) هو لاعب كرة قدم غيني، يلعب كوسط دفاعي.

## روابط خارجية
- أمادو دياوارا على موقع الاتحاد الأوربي (الإنجليزية)
- أمادو دياوارا على موقع قاعدة بيانات كرة القدم.إي يو (الإنجليزية)
- أمادو دياوارا على موقع ناشيونال فوتبول تيمز (الإنجليزية)
- أمادو دياوارا على موقع Soccerbase.com (لاعب) (الإنجليزية)
- أمادو دياوارا على موقع Soccerway.com (الإنجليزية)
- أمادو دياوارا على موقع عالم كرة القدم.نت (الإنجليزية)
- أمادو دياوارا على موقع اللجنة الأولمبية الدولية (الإنجليزية)
- أمادو دياوارا على موقع AS.com (الإسبانية)